# Tour de Catalogne 2024
La 103e édition du Tour de Catalogne, une course cycliste sur route masculine, a lieu du 18 au 24 mars 2024 en Catalogne, en Espagne. La course fait partie du calendrier UCI World Tour 2024, le calendrier le plus important du cyclisme sur route, en catégorie 2.UWT.

## Présentation

### Parcours
Au total, les coureurs parcourent 1 173,4 kilomètres répartis sur les sept étapes. Quatre étapes de moyenne montagne sont au programme, ainsi que trois étapes de haute montagne qui se terminent toutes par une arrivée au sommet d'un col. Le Tour commence à Sant Feliu de Guíxols, dans la province de Gérone, avant que la deuxième étape ne prenne la direction vers les Pyrénées. Deux arrivées en montagne ont lieu à Vallter 2000 (2135 m) et Port Ainé (1960  m). La quatrième étape emmène les coureurs hors des Pyrénées et se termine à Lleida. Le Tour se poursuit ensuite sur la côte méditerranéenne à Altafulla avant d'atteindre la destination de la cinquième étape à Viladecans. La sixième étape suivante passe par plusieurs ascensions de la Serra d'Ensija-els Rasos de Peguera et se termine par une arrivée au sommet du Santuari de Queralt à 1150 mètres d'altitude. Le dernier jour, la traditionnelle conclusion de la course par étapes a lieu sur un circuit autour de Montjuïc.

### Équipes
En tant qu'épreuve World Tour, les dix-huit UCI WorldTeams participent automatiquement à la course. Sept UCI ProTeams sont invitées. 
| WorldTeams (18)- Alpecin-Deceuninck - Arkéa-B&B Hotels - Astana Qazaqstan Team - Bahrain Victorious - Bora-Hansgrohe - Cofidis - Decathlon-AG2R La Mondiale - EF Education-EasyPost - Groupama-FDJ - Ineos Grenadiers - Intermarché-Wanty - Lidl-Trek - Movistar Team - Soudal Quick-Step - Team dsm-firmenich PostNL - Team Jayco AlUla - Team Visma \| Lease a Bike - UAE Team Emirates ProTeams (7)- Burgos-BH - Caja Rural-Seguros RGA - Equipo Kern Pharma - Euskaltel-Euskadi - Israel-Premier Tech - Lotto Dstny - Uno-X Mobility |
| |

### Favoris
Le grand favori à la victoire finale est le Slovène numéro 1 mondial Tadej Pogačar (UAE Emirates) qui a dominé outrageusement les Strade Bianche. Derrière le Slovène, les principaux candidats à un podium ou à un accessit sont les Espagnols Enric Mas (Movistar) et Mikel Landa (Soudal Quick-Step), le jeune Belge Cian Uijtdebroeks et l'Américain Sepp Kuss (Visma Lease a Bike), le Britannique Simon Yates (Jayco Alula), le Russe Aleksandr Vlasov (Bora Hansgrohe), le jeune Français Lenny Martinez (Groupama FDJ), le Portugais João Almeida, équipier de Pogačar, et le Colombien Egan Bernal (Ineos Grenadiers)

## Étapes
| Étape     | Date    | Villes étapes                                 | type                      | Distance (km) | Dénivelé (m) | Vainqueur d'étape   | Leader du classement général |
| --------- | ------- | --------------------------------------------- | ------------------------- | ------------- | ------------ | ------------------- | ---------------------------- |
| 1re étape | 18 mars | Sant Feliu de Guíxols – Sant Feliu de Guíxols | étape de moyenne montagne | 173,9         | 2 718 m      | Nick Schultz        | Nick Schultz                 |
| 2e étape  | 19 mars | Mataró – Vallter 2000                         | étape de montagne         | 186,5         | 3 470 m      | Tadej Pogačar       | Tadej Pogačar                |
| 3e étape  | 20 mars | Sant Joan de les Abadesses – Port Ainé        | étape de montagne         | 176,7         | 3 958 m      | Tadej Pogačar       | Tadej Pogačar                |
| 4e étape  | 21 mars | Sort – Lérida                                 | étape vallonnée           | 169,2         | 1 346 m      | Marijn van den Berg | Tadej Pogačar                |
| 5e étape  | 22 mars | Altafulla – Viladecans                        | étape vallonnée           | 167,3         | 2 243 m      | Axel Laurance       | Tadej Pogačar                |
| 6e étape  | 23 mars | Berga – Santuari de la Mare de Déu de Queralt | étape de montagne         | 154,7         | 4 075 m      | Tadej Pogačar       | Tadej Pogačar                |
| 7e étape  | 24 mars | Barcelone – Barcelone                         | étape de moyenne montagne | 145,3         | 2 060 m      | Tadej Pogačar       | Tadej Pogačar                |

## Déroulement de la course

### 1reétape
À 1 200 m de l'arrivée, l'Australien Nick Schultz attaque et prend un avantage de quelques dizaines de mètres sur le peloton. Il résiste in extremis au retour du peloton emmené par Tadej Pogačar et remporte l'étape.
| \| Classement de l'étape \| Classement de l'étape \| Classement de l'étape \| Classement de l'étape \| Classement de l'étape \| \| Coureur \| Coureur \| Pays \| Équipe \| Temps \| \| --------------------- \| --------------------- \| --------------------- \| -------------------------- \| --------------------- \| \| 1er \| Nick Schultz \| Australie \| Israel-Premier Tech \| 4 h 11 min 38 s \| \| 2e \| Tadej Pogačar \| Slovénie \| UAE Team Emirates \| + 0 s \| \| 3e \| Stephen Williams \| Royaume-Uni \| Israel-Premier Tech \| + 0 s \| \| 4e \| Dorian Godon \| France \| Decathlon-AG2R La Mondiale \| + 0 s \| \| 5e \| Axel Laurance \| France \| Alpecin-Deceuninck \| + 0 s \| \| 6e \| Rémy Rochas \| France \| Groupama-FDJ \| + 0 s \| \| 7e \| Ilan Van Wilder \| Belgique \| Soudal Quick-Step \| + 0 s \| \| 8e \| Aleksandr Vlasov \| Bannière neutre \| Bora-Hansgrohe \| + 0 s \| \| 9e \| Sepp Kuss \| États-Unis \| Team Visma \\| Lease a Bike \| + 0 s \| \| 10e \| Harold Tejada \| Colombie \| Astana Qazaqstan Team \| + 0 s \| |                  |                 |                            |                 |
| |                  |                 |                            |                 |
| Source : ProCyclingStats |                  |                 |                            |                 |
| Classement de l'étape |                  |                 |                            |                 |
| Coureur | Coureur          | Pays            | Équipe                     | Temps           |
| 1er | Nick Schultz     | Australie       | Israel-Premier Tech        | 4 h 11 min 38 s |
| 2e | Tadej Pogačar    | Slovénie        | UAE Team Emirates          | + 0 s           |
| 3e | Stephen Williams | Royaume-Uni     | Israel-Premier Tech        | + 0 s           |
| 4e | Dorian Godon     | France          | Decathlon-AG2R La Mondiale | + 0 s           |
| 5e | Axel Laurance    | France          | Alpecin-Deceuninck         | + 0 s           |
| 6e | Rémy Rochas      | France          | Groupama-FDJ               | + 0 s           |
| 7e | Ilan Van Wilder  | Belgique        | Soudal Quick-Step          | + 0 s           |
| 8e | Aleksandr Vlasov | Bannière neutre | Bora-Hansgrohe             | + 0 s           |
| 9e | Sepp Kuss        | États-Unis      | Team Visma \| Lease a Bike | + 0 s           |
| 10e | Harold Tejada    | Colombie        | Astana Qazaqstan Team      | + 0 s           |

| \| Classement général \| Classement général \| Classement général \| Classement général \| Classement général \| \| Coureur \| Coureur \| Pays \| Équipe \| Temps \| \| ------------------ \| ------------------ \| ------------------ \| -------------------------- \| ------------------ \| \| 1er \| Nick Schultz \| Australie \| Israel-Premier Tech \| 4 h 11 min 28 s \| \| 2e \| Tadej Pogačar \| Slovénie \| UAE Team Emirates \| + 2 s \| \| 3e \| Stephen Williams \| Royaume-Uni \| Israel-Premier Tech \| + 6 s \| \| 4e \| Egan Bernal \| Colombie \| Ineos Grenadiers \| + 7 s \| \| 5e \| Laurens De Plus \| Belgique \| Ineos Grenadiers \| + 9 s \| \| 6e \| Dorian Godon \| France \| Decathlon-AG2R La Mondiale \| + 10 s \| \| 7e \| Axel Laurance \| France \| Alpecin-Deceuninck \| + 10 s \| \| 8e \| Rémy Rochas \| France \| Groupama-FDJ \| + 10 s \| \| 9e \| Ilan Van Wilder \| Belgique \| Soudal Quick-Step \| + 10 s \| \| 10e \| Aleksandr Vlasov \| Bannière neutre \| Bora-Hansgrohe \| + 10 s \| |                  |                 |                            |                 |
| |                  |                 |                            |                 |
| Source : ProCyclingStats |                  |                 |                            |                 |
| Classement général |                  |                 |                            |                 |
| Coureur | Coureur          | Pays            | Équipe                     | Temps           |
| 1er | Nick Schultz     | Australie       | Israel-Premier Tech        | 4 h 11 min 28 s |
| 2e | Tadej Pogačar    | Slovénie        | UAE Team Emirates          | + 2 s           |
| 3e | Stephen Williams | Royaume-Uni     | Israel-Premier Tech        | + 6 s           |
| 4e | Egan Bernal      | Colombie        | Ineos Grenadiers           | + 7 s           |
| 5e | Laurens De Plus  | Belgique        | Ineos Grenadiers           | + 9 s           |
| 6e | Dorian Godon     | France          | Decathlon-AG2R La Mondiale | + 10 s          |
| 7e | Axel Laurance    | France          | Alpecin-Deceuninck         | + 10 s          |
| 8e | Rémy Rochas      | France          | Groupama-FDJ               | + 10 s          |
| 9e | Ilan Van Wilder  | Belgique        | Soudal Quick-Step          | + 10 s          |
| 10e | Aleksandr Vlasov | Bannière neutre | Bora-Hansgrohe             | + 10 s          |

### 2eétape
Dernier membre de l'échappée, le Belge Jimmy Janssens (Alpecin Deceuninck) est repris à 9 kilomètres de l'arrivée au sommet des pentes de Vallter (11,4 km à 7,4 %). Tadej Pogačar (UAE Emirates) attaque à 6 kilomètres du sommet et s'envole vers la victoire,. Mikel Landa prend la deuxième place à 1 min 23 s suivi par Aleksandr Vlasov (Bora-Hansgrohe),.  
| \| Classement de l'étape \| Classement de l'étape \| Classement de l'étape \| Classement de l'étape \| Classement de l'étape \| \| Coureur \| Coureur \| Pays \| Équipe \| Temps \| \| --------------------- \| --------------------- \| --------------------- \| --------------------- \| --------------------- \| \| 1er \| Tadej Pogačar \| Slovénie \| UAE Team Emirates \| 4 h 52 min 37 s \| \| 2e \| Mikel Landa \| Espagne \| Soudal Quick-Step \| + 1 min 23 s \| \| 3e \| Aleksandr Vlasov \| Bannière neutre \| Bora-Hansgrohe \| + 1 min 24 s \| \| 4e \| João Almeida \| Portugal \| UAE Team Emirates \| + 1 min 38 s \| \| 5e \| Lenny Martinez \| France \| Groupama-FDJ \| + 1 min 43 s \| \| 6e \| Chris Harper \| Australie \| Team Jayco AlUla \| + 1 min 44 s \| \| 7e \| Egan Bernal \| Colombie \| Ineos Grenadiers \| + 1 min 47 s \| \| 8e \| Enric Mas \| Espagne \| Movistar Team \| + 1 min 49 s \| \| 9e \| Wout Poels \| Pays-Bas \| Bahrain Victorious \| + 2 min 03 s \| \| 10e \| José Manuel Díaz \| Espagne \| Burgos-BH \| + 2 min 03 s \| |                  |                 |                    |                 |
| |                  |                 |                    |                 |
| Source : ProCyclingStats |                  |                 |                    |                 |
| Classement de l'étape |                  |                 |                    |                 |
| Coureur | Coureur          | Pays            | Équipe             | Temps           |
| 1er | Tadej Pogačar    | Slovénie        | UAE Team Emirates  | 4 h 52 min 37 s |
| 2e | Mikel Landa      | Espagne         | Soudal Quick-Step  | + 1 min 23 s    |
| 3e | Aleksandr Vlasov | Bannière neutre | Bora-Hansgrohe     | + 1 min 24 s    |
| 4e | João Almeida     | Portugal        | UAE Team Emirates  | + 1 min 38 s    |
| 5e | Lenny Martinez   | France          | Groupama-FDJ       | + 1 min 43 s    |
| 6e | Chris Harper     | Australie       | Team Jayco AlUla   | + 1 min 44 s    |
| 7e | Egan Bernal      | Colombie        | Ineos Grenadiers   | + 1 min 47 s    |
| 8e | Enric Mas        | Espagne         | Movistar Team      | + 1 min 49 s    |
| 9e | Wout Poels       | Pays-Bas        | Bahrain Victorious | + 2 min 03 s    |
| 10e | José Manuel Díaz | Espagne         | Burgos-BH          | + 2 min 03 s    |

| \| Classement général \| Classement général \| Classement général \| Classement général \| Classement général \| \| Coureur \| Coureur \| Pays \| Équipe \| Temps \| \| ------------------ \| ------------------ \| ------------------ \| -------------------------- \| ------------------ \| \| 1er \| Tadej Pogačar \| Slovénie \| UAE Team Emirates \| 9 h 03 min 57 s \| \| 2e \| Mikel Landa \| Espagne \| Soudal Quick-Step \| + 1 min 35 s \| \| 3e \| Aleksandr Vlasov \| Bannière neutre \| Bora-Hansgrohe \| + 1 min 38 s \| \| 4e \| João Almeida \| Portugal \| UAE Team Emirates \| + 1 min 56 s \| \| 5e \| Lenny Martinez \| France \| Groupama-FDJ \| + 2 min 01 s \| \| 6e \| Chris Harper \| Australie \| Team Jayco AlUla \| + 2 min 02 s \| \| 7e \| Egan Bernal \| Colombie \| Ineos Grenadiers \| + 2 min 02 s \| \| 8e \| Enric Mas \| Espagne \| Movistar Team \| + 2 min 07 s \| \| 9e \| Sepp Kuss \| États-Unis \| Team Visma \\| Lease a Bike \| + 2 min 21 s \| \| 10e \| José Manuel Díaz \| Espagne \| Burgos-BH \| + 2 min 21 s \| |                  |                 |                            |                 |
| |                  |                 |                            |                 |
| Source : ProCyclingStats |                  |                 |                            |                 |
| Classement général |                  |                 |                            |                 |
| Coureur | Coureur          | Pays            | Équipe                     | Temps           |
| 1er | Tadej Pogačar    | Slovénie        | UAE Team Emirates          | 9 h 03 min 57 s |
| 2e | Mikel Landa      | Espagne         | Soudal Quick-Step          | + 1 min 35 s    |
| 3e | Aleksandr Vlasov | Bannière neutre | Bora-Hansgrohe             | + 1 min 38 s    |
| 4e | João Almeida     | Portugal        | UAE Team Emirates          | + 1 min 56 s    |
| 5e | Lenny Martinez   | France          | Groupama-FDJ               | + 2 min 01 s    |
| 6e | Chris Harper     | Australie       | Team Jayco AlUla           | + 2 min 02 s    |
| 7e | Egan Bernal      | Colombie        | Ineos Grenadiers           | + 2 min 02 s    |
| 8e | Enric Mas        | Espagne         | Movistar Team              | + 2 min 07 s    |
| 9e | Sepp Kuss        | États-Unis      | Team Visma \| Lease a Bike | + 2 min 21 s    |
| 10e | José Manuel Díaz | Espagne         | Burgos-BH                  | + 2 min 21 s    |

### 3eétape
Comme la veille, Tadej Pogačar attaque dans la montée finale (à 7,5 km de l'arrivée) et n'est plus rejoint. Et c'est encore Mikel Landa qui termine à la deuxième place de l'étape.
| \| Classement de l'étape \| Classement de l'étape \| Classement de l'étape \| Classement de l'étape \| Classement de l'étape \| \| Coureur \| Coureur \| Pays \| Équipe \| Temps \| \| --------------------- \| --------------------- \| --------------------- \| -------------------------- \| --------------------- \| \| 1er \| Tadej Pogačar \| Slovénie \| UAE Team Emirates \| 4 h 34 min 25 s \| \| 2e \| Mikel Landa \| Espagne \| Soudal Quick-Step \| + 48 s \| \| 3e \| Antonio Tiberi \| Italie \| Bahrain Victorious \| + 1 min 03 s \| \| 4e \| Wout Poels \| Pays-Bas \| Bahrain Victorious \| + 1 min 03 s \| \| 5e \| Sepp Kuss \| États-Unis \| Team Visma \\| Lease a Bike \| + 1 min 03 s \| \| 6e \| Aleksandr Vlasov \| Bannière neutre \| Bora-Hansgrohe \| + 1 min 10 s \| \| 7e \| Cristian Rodríguez \| Espagne \| Arkéa-B&B Hotels \| + 1 min 10 s \| \| 8e \| Chris Harper \| Australie \| Team Jayco AlUla \| + 1 min 10 s \| \| 9e \| Lenny Martinez \| France \| Groupama-FDJ \| + 1 min 10 s \| \| 10e \| Enric Mas \| Espagne \| Movistar Team \| + 1 min 10 s \| |                    |                 |                            |                 |
| |                    |                 |                            |                 |
| Source : ProCyclingStats |                    |                 |                            |                 |
| Classement de l'étape |                    |                 |                            |                 |
| Coureur | Coureur            | Pays            | Équipe                     | Temps           |
| 1er | Tadej Pogačar      | Slovénie        | UAE Team Emirates          | 4 h 34 min 25 s |
| 2e | Mikel Landa        | Espagne         | Soudal Quick-Step          | + 48 s          |
| 3e | Antonio Tiberi     | Italie          | Bahrain Victorious         | + 1 min 03 s    |
| 4e | Wout Poels         | Pays-Bas        | Bahrain Victorious         | + 1 min 03 s    |
| 5e | Sepp Kuss          | États-Unis      | Team Visma \| Lease a Bike | + 1 min 03 s    |
| 6e | Aleksandr Vlasov   | Bannière neutre | Bora-Hansgrohe             | + 1 min 10 s    |
| 7e | Cristian Rodríguez | Espagne         | Arkéa-B&B Hotels           | + 1 min 10 s    |
| 8e | Chris Harper       | Australie       | Team Jayco AlUla           | + 1 min 10 s    |
| 9e | Lenny Martinez     | France          | Groupama-FDJ               | + 1 min 10 s    |
| 10e | Enric Mas          | Espagne         | Movistar Team              | + 1 min 10 s    |

| \| Classement général \| Classement général \| Classement général \| Classement général \| Classement général \| \| Coureur \| Coureur \| Pays \| Équipe \| Temps \| \| ------------------ \| ------------------ \| ------------------ \| -------------------------- \| ------------------ \| \| 1er \| Tadej Pogačar \| Slovénie \| UAE Team Emirates \| 13 h 38 min 12 s \| \| 2e \| Mikel Landa \| Espagne \| Soudal Quick-Step \| + 2 min 27 s \| \| 3e \| Aleksandr Vlasov \| Bannière neutre \| Bora-Hansgrohe \| + 2 min 55 s \| \| 4e \| Lenny Martinez \| France \| Groupama-FDJ \| + 3 min 21 s \| \| 5e \| Chris Harper \| Australie \| Team Jayco AlUla \| + 3 min 22 s \| \| 6e \| Enric Mas \| Espagne \| Movistar Team \| + 3 min 27 s \| \| 7e \| Sepp Kuss \| États-Unis \| Team Visma \\| Lease a Bike \| + 3 min 34 s \| \| 8e \| Wout Poels \| Pays-Bas \| Bahrain Victorious \| + 3 min 34 s \| \| 9e \| Egan Bernal \| Colombie \| Ineos Grenadiers \| + 3 min 50 s \| \| 10e \| João Almeida \| Portugal \| UAE Team Emirates \| + 3 min 52 s \| |                  |                 |                            |                  |
| |                  |                 |                            |                  |
| Source : ProCyclingStats |                  |                 |                            |                  |
| Classement général |                  |                 |                            |                  |
| Coureur | Coureur          | Pays            | Équipe                     | Temps            |
| 1er | Tadej Pogačar    | Slovénie        | UAE Team Emirates          | 13 h 38 min 12 s |
| 2e | Mikel Landa      | Espagne         | Soudal Quick-Step          | + 2 min 27 s     |
| 3e | Aleksandr Vlasov | Bannière neutre | Bora-Hansgrohe             | + 2 min 55 s     |
| 4e | Lenny Martinez   | France          | Groupama-FDJ               | + 3 min 21 s     |
| 5e | Chris Harper     | Australie       | Team Jayco AlUla           | + 3 min 22 s     |
| 6e | Enric Mas        | Espagne         | Movistar Team              | + 3 min 27 s     |
| 7e | Sepp Kuss        | États-Unis      | Team Visma \| Lease a Bike | + 3 min 34 s     |
| 8e | Wout Poels       | Pays-Bas        | Bahrain Victorious         | + 3 min 34 s     |
| 9e | Egan Bernal      | Colombie        | Ineos Grenadiers           | + 3 min 50 s     |
| 10e | João Almeida     | Portugal        | UAE Team Emirates          | + 3 min 52 s     |

### 4eétape
Sprint massif où le Français Bryan Coquard est remonté dans les derniers mètres par plusieurs coureurs dont le Néerlandais Marijn van den Berg qui s'impose devant le Belge Arne Marit.
| \| Classement de l'étape \| Classement de l'étape \| Classement de l'étape \| Classement de l'étape \| Classement de l'étape \| \| Coureur \| Coureur \| Pays \| Équipe \| Temps \| \| --------------------- \| --------------------- \| --------------------- \| -------------------------- \| --------------------- \| \| 1er \| Marijn van den Berg \| Pays-Bas \| EF Education-EasyPost \| 3 h 40 min 19 s \| \| 2e \| Arne Marit \| Belgique \| Intermarché-Wanty \| + 0 s \| \| 3e \| Emīls Liepiņš \| Lettonie \| Team dsm-firmenich PostNL \| + 0 s \| \| 4e \| Bryan Coquard \| France \| Cofidis \| + 0 s \| \| 5e \| Axel Laurance \| France \| Alpecin-Deceuninck \| + 0 s \| \| 6e \| Cyril Barthe \| France \| Groupama-FDJ \| + 0 s \| \| 7e \| Ethan Hayter \| Royaume-Uni \| Ineos Grenadiers \| + 0 s \| \| 8e \| Dorian Godon \| France \| Decathlon-AG2R La Mondiale \| + 0 s \| \| 9e \| Orluis Aular \| Venezuela \| Caja Rural-Seguros RGA \| + 0 s \| \| 10e \| Jacopo Mosca \| Italie \| Lidl-Trek \| + 0 s \| |                     |             |                            |                 |
| |                     |             |                            |                 |
| Source : ProCyclingStats |                     |             |                            |                 |
| Classement de l'étape |                     |             |                            |                 |
| Coureur | Coureur             | Pays        | Équipe                     | Temps           |
| 1er | Marijn van den Berg | Pays-Bas    | EF Education-EasyPost      | 3 h 40 min 19 s |
| 2e | Arne Marit          | Belgique    | Intermarché-Wanty          | + 0 s           |
| 3e | Emīls Liepiņš       | Lettonie    | Team dsm-firmenich PostNL  | + 0 s           |
| 4e | Bryan Coquard       | France      | Cofidis                    | + 0 s           |
| 5e | Axel Laurance       | France      | Alpecin-Deceuninck         | + 0 s           |
| 6e | Cyril Barthe        | France      | Groupama-FDJ               | + 0 s           |
| 7e | Ethan Hayter        | Royaume-Uni | Ineos Grenadiers           | + 0 s           |
| 8e | Dorian Godon        | France      | Decathlon-AG2R La Mondiale | + 0 s           |
| 9e | Orluis Aular        | Venezuela   | Caja Rural-Seguros RGA     | + 0 s           |
| 10e | Jacopo Mosca        | Italie      | Lidl-Trek                  | + 0 s           |

| \| Classement général \| Classement général \| Classement général \| Classement général \| Classement général \| \| Coureur \| Coureur \| Pays \| Équipe \| Temps \| \| ------------------ \| ------------------ \| ------------------ \| -------------------------- \| ------------------ \| \| 1er \| Tadej Pogačar \| Slovénie \| UAE Team Emirates \| 17 h 18 min 31 s \| \| 2e \| Mikel Landa \| Espagne \| Soudal Quick-Step \| + 2 min 27 s \| \| 3e \| Aleksandr Vlasov \| Bannière neutre \| Bora-Hansgrohe \| + 2 min 55 s \| \| 4e \| Lenny Martinez \| France \| Groupama-FDJ \| + 3 min 21 s \| \| 5e \| Chris Harper \| Australie \| Team Jayco AlUla \| + 3 min 22 s \| \| 6e \| Enric Mas \| Espagne \| Movistar Team \| + 3 min 27 s \| \| 7e \| Wout Poels \| Pays-Bas \| Bahrain Victorious \| + 3 min 31 s \| \| 8e \| Sepp Kuss \| États-Unis \| Team Visma \\| Lease a Bike \| + 3 min 32 s \| \| 9e \| Egan Bernal \| Colombie \| Ineos Grenadiers \| + 3 min 50 s \| \| 10e \| João Almeida \| Portugal \| UAE Team Emirates \| + 3 min 52 s \| |                  |                 |                            |                  |
| |                  |                 |                            |                  |
| Source : ProCyclingStats |                  |                 |                            |                  |
| Classement général |                  |                 |                            |                  |
| Coureur | Coureur          | Pays            | Équipe                     | Temps            |
| 1er | Tadej Pogačar    | Slovénie        | UAE Team Emirates          | 17 h 18 min 31 s |
| 2e | Mikel Landa      | Espagne         | Soudal Quick-Step          | + 2 min 27 s     |
| 3e | Aleksandr Vlasov | Bannière neutre | Bora-Hansgrohe             | + 2 min 55 s     |
| 4e | Lenny Martinez   | France          | Groupama-FDJ               | + 3 min 21 s     |
| 5e | Chris Harper     | Australie       | Team Jayco AlUla           | + 3 min 22 s     |
| 6e | Enric Mas        | Espagne         | Movistar Team              | + 3 min 27 s     |
| 7e | Wout Poels       | Pays-Bas        | Bahrain Victorious         | + 3 min 31 s     |
| 8e | Sepp Kuss        | États-Unis      | Team Visma \| Lease a Bike | + 3 min 32 s     |
| 9e | Egan Bernal      | Colombie        | Ineos Grenadiers           | + 3 min 50 s     |
| 10e | João Almeida     | Portugal        | UAE Team Emirates          | + 3 min 52 s     |

### 5eétape
Nouveau sprint où le Français Axel Laurance gagne devant Marijn van den Berg et Bryan Coquard.
| \| Classement de l'étape \| Classement de l'étape \| Classement de l'étape \| Classement de l'étape \| Classement de l'étape \| \| Coureur \| Coureur \| Pays \| Équipe \| Temps \| \| --------------------- \| --------------------- \| --------------------- \| -------------------------- \| --------------------- \| \| 1er \| Axel Laurance \| France \| Alpecin-Deceuninck \| 3 h 36 min 05 s \| \| 2e \| Marijn van den Berg \| Pays-Bas \| EF Education-EasyPost \| + 0 s \| \| 3e \| Bryan Coquard \| France \| Cofidis \| + 0 s \| \| 4e \| Orluis Aular \| Venezuela \| Caja Rural-Seguros RGA \| + 0 s \| \| 5e \| Stephen Williams \| Royaume-Uni \| Israel-Premier Tech \| + 0 s \| \| 6e \| Patrick Konrad \| Autriche \| Lidl-Trek \| + 0 s \| \| 7e \| Dorian Godon \| France \| Decathlon-AG2R La Mondiale \| + 0 s \| \| 8e \| Pau Miquel \| Espagne \| Equipo Kern Pharma \| + 0 s \| \| 9e \| Fernando Barceló \| Espagne \| Caja Rural-Seguros RGA \| + 0 s \| \| 10e \| Frank van den Broek \| Pays-Bas \| Team dsm-firmenich PostNL \| + 0 s \| |                     |             |                            |                 |
| |                     |             |                            |                 |
| Source : ProCyclingStats |                     |             |                            |                 |
| Classement de l'étape |                     |             |                            |                 |
| Coureur | Coureur             | Pays        | Équipe                     | Temps           |
| 1er | Axel Laurance       | France      | Alpecin-Deceuninck         | 3 h 36 min 05 s |
| 2e | Marijn van den Berg | Pays-Bas    | EF Education-EasyPost      | + 0 s           |
| 3e | Bryan Coquard       | France      | Cofidis                    | + 0 s           |
| 4e | Orluis Aular        | Venezuela   | Caja Rural-Seguros RGA     | + 0 s           |
| 5e | Stephen Williams    | Royaume-Uni | Israel-Premier Tech        | + 0 s           |
| 6e | Patrick Konrad      | Autriche    | Lidl-Trek                  | + 0 s           |
| 7e | Dorian Godon        | France      | Decathlon-AG2R La Mondiale | + 0 s           |
| 8e | Pau Miquel          | Espagne     | Equipo Kern Pharma         | + 0 s           |
| 9e | Fernando Barceló    | Espagne     | Caja Rural-Seguros RGA     | + 0 s           |
| 10e | Frank van den Broek | Pays-Bas    | Team dsm-firmenich PostNL  | + 0 s           |

| \| Classement général \| Classement général \| Classement général \| Classement général \| Classement général \| \| Coureur \| Coureur \| Pays \| Équipe \| Temps \| \| ------------------ \| ------------------ \| ------------------ \| -------------------------- \| ------------------ \| \| 1er \| Tadej Pogačar \| Slovénie \| UAE Team Emirates \| 20 h 54 min 36 s \| \| 2e \| Mikel Landa \| Espagne \| Soudal Quick-Step \| + 2 min 27 s \| \| 3e \| Aleksandr Vlasov \| Bannière neutre \| Bora-Hansgrohe \| + 2 min 55 s \| \| 4e \| Lenny Martinez \| France \| Groupama-FDJ \| + 3 min 21 s \| \| 5e \| Chris Harper \| Australie \| Team Jayco AlUla \| + 3 min 22 s \| \| 6e \| Enric Mas \| Espagne \| Movistar Team \| + 3 min 24 s \| \| 7e \| Sepp Kuss \| États-Unis \| Team Visma \\| Lease a Bike \| + 3 min 31 s \| \| 8e \| Wout Poels \| Pays-Bas \| Bahrain Victorious \| + 3 min 31 s \| \| 9e \| Egan Bernal \| Colombie \| Ineos Grenadiers \| + 3 min 50 s \| \| 10e \| João Almeida \| Portugal \| UAE Team Emirates \| + 3 min 52 s \| |                  |                 |                            |                  |
| |                  |                 |                            |                  |
| Source : ProCyclingStats |                  |                 |                            |                  |
| Classement général |                  |                 |                            |                  |
| Coureur | Coureur          | Pays            | Équipe                     | Temps            |
| 1er | Tadej Pogačar    | Slovénie        | UAE Team Emirates          | 20 h 54 min 36 s |
| 2e | Mikel Landa      | Espagne         | Soudal Quick-Step          | + 2 min 27 s     |
| 3e | Aleksandr Vlasov | Bannière neutre | Bora-Hansgrohe             | + 2 min 55 s     |
| 4e | Lenny Martinez   | France          | Groupama-FDJ               | + 3 min 21 s     |
| 5e | Chris Harper     | Australie       | Team Jayco AlUla           | + 3 min 22 s     |
| 6e | Enric Mas        | Espagne         | Movistar Team              | + 3 min 24 s     |
| 7e | Sepp Kuss        | États-Unis      | Team Visma \| Lease a Bike | + 3 min 31 s     |
| 8e | Wout Poels       | Pays-Bas        | Bahrain Victorious         | + 3 min 31 s     |
| 9e | Egan Bernal      | Colombie        | Ineos Grenadiers           | + 3 min 50 s     |
| 10e | João Almeida     | Portugal        | UAE Team Emirates          | + 3 min 52 s     |

### 6eétape
À trois kilomètres du col de Sant Isidre (29 km de l'arrivée), Tadej Pogačar attaque et s'isole en tête de la course. À 13 km du terme, le Slovène possède 45 secondes d'avance sur le duo Egan Bernal-Mikel Landa. Il remporte une troisième victoire (en solitaire) sur ce Tour de Catalogne au sommet de Queralt devant Bernal et Landa pointés à presque une minute alors que les poursuivants concèdent plus de deux minutes.
| \| Classement de l'étape \| Classement de l'étape \| Classement de l'étape \| Classement de l'étape \| Classement de l'étape \| \| Coureur \| Coureur \| Pays \| Équipe \| Temps \| \| --------------------- \| --------------------- \| --------------------- \| --------------------- \| --------------------- \| \| 1er \| Tadej Pogačar \| Slovénie \| UAE Team Emirates \| 4 h 11 min 53 s \| \| 2e \| Egan Bernal \| Colombie \| Ineos Grenadiers \| + 57 s \| \| 3e \| Mikel Landa \| Espagne \| Soudal Quick-Step \| + 57 s \| \| 4e \| Enric Mas \| Espagne \| Movistar Team \| + 2 min 14 s \| \| 5e \| Chris Harper \| Australie \| Team Jayco AlUla \| + 2 min 16 s \| \| 6e \| Antonio Tiberi \| Italie \| Bahrain Victorious \| + 2 min 16 s \| \| 7e \| João Almeida \| Portugal \| UAE Team Emirates \| + 2 min 18 s \| \| 8e \| Lenny Martinez \| France \| Groupama-FDJ \| + 2 min 18 s \| \| 9e \| Lorenzo Fortunato \| Italie \| Astana Qazaqstan Team \| + 2 min 34 s \| \| 10e \| Aleksandr Vlasov \| Bannière neutre \| Bora-Hansgrohe \| + 2 min 38 s \| |                   |                 |                       |                 |
| |                   |                 |                       |                 |
| Source : ProCyclingStats |                   |                 |                       |                 |
| Classement de l'étape |                   |                 |                       |                 |
| Coureur | Coureur           | Pays            | Équipe                | Temps           |
| 1er | Tadej Pogačar     | Slovénie        | UAE Team Emirates     | 4 h 11 min 53 s |
| 2e | Egan Bernal       | Colombie        | Ineos Grenadiers      | + 57 s          |
| 3e | Mikel Landa       | Espagne         | Soudal Quick-Step     | + 57 s          |
| 4e | Enric Mas         | Espagne         | Movistar Team         | + 2 min 14 s    |
| 5e | Chris Harper      | Australie       | Team Jayco AlUla      | + 2 min 16 s    |
| 6e | Antonio Tiberi    | Italie          | Bahrain Victorious    | + 2 min 16 s    |
| 7e | João Almeida      | Portugal        | UAE Team Emirates     | + 2 min 18 s    |
| 8e | Lenny Martinez    | France          | Groupama-FDJ          | + 2 min 18 s    |
| 9e | Lorenzo Fortunato | Italie          | Astana Qazaqstan Team | + 2 min 34 s    |
| 10e | Aleksandr Vlasov  | Bannière neutre | Bora-Hansgrohe        | + 2 min 38 s    |

| \| Classement général \| Classement général \| Classement général \| Classement général \| Classement général \| \| Coureur \| Coureur \| Pays \| Équipe \| Temps \| \| ------------------ \| ------------------ \| ------------------ \| --------------------- \| ------------------ \| \| 1er \| Tadej Pogačar \| Slovénie \| UAE Team Emirates \| 25 h 06 min 16 s \| \| 2e \| Mikel Landa \| Espagne \| Soudal Quick-Step \| + 3 min 31 s \| \| 3e \| Egan Bernal \| Colombie \| Ineos Grenadiers \| + 3 min 59 s \| \| 4e \| Aleksandr Vlasov \| Bannière neutre \| Bora-Hansgrohe \| + 5 min 46 s \| \| 5e \| Enric Mas \| Espagne \| Movistar Team \| + 5 min 51 s \| \| 6e \| Chris Harper \| Australie \| Team Jayco AlUla \| + 5 min 51 s \| \| 7e \| Lenny Martinez \| France \| Groupama-FDJ \| + 5 min 52 s \| \| 8e \| Antonio Tiberi \| Italie \| Bahrain Victorious \| + 6 min 23 s \| \| 9e \| João Almeida \| Portugal \| UAE Team Emirates \| + 6 min 23 s \| \| 10e \| Lorenzo Fortunato \| Italie \| Astana Qazaqstan Team \| + 7 min 17 s \| |                   |                 |                       |                  |
| |                   |                 |                       |                  |
| Source : ProCyclingStats |                   |                 |                       |                  |
| Classement général |                   |                 |                       |                  |
| Coureur | Coureur           | Pays            | Équipe                | Temps            |
| 1er | Tadej Pogačar     | Slovénie        | UAE Team Emirates     | 25 h 06 min 16 s |
| 2e | Mikel Landa       | Espagne         | Soudal Quick-Step     | + 3 min 31 s     |
| 3e | Egan Bernal       | Colombie        | Ineos Grenadiers      | + 3 min 59 s     |
| 4e | Aleksandr Vlasov  | Bannière neutre | Bora-Hansgrohe        | + 5 min 46 s     |
| 5e | Enric Mas         | Espagne         | Movistar Team         | + 5 min 51 s     |
| 6e | Chris Harper      | Australie       | Team Jayco AlUla      | + 5 min 51 s     |
| 7e | Lenny Martinez    | France          | Groupama-FDJ          | + 5 min 52 s     |
| 8e | Antonio Tiberi    | Italie          | Bahrain Victorious    | + 6 min 23 s     |
| 9e | João Almeida      | Portugal        | UAE Team Emirates     | + 6 min 23 s     |
| 10e | Lorenzo Fortunato | Italie          | Astana Qazaqstan Team | + 7 min 17 s     |

### 7eétape
Vingt-trois coureurs se disputent le sprint à Barcelone. Tadej Pogačar y remporte sa quatrième étape et le classement général.
| \| Classement de l'étape \| Classement de l'étape \| Classement de l'étape \| Classement de l'étape \| Classement de l'étape \| \| Coureur \| Coureur \| Pays \| Équipe \| Temps \| \| --------------------- \| --------------------- \| --------------------- \| -------------------------- \| --------------------- \| \| 1er \| Tadej Pogačar \| Slovénie \| UAE Team Emirates \| 3 h 15 min 23 s \| \| 2e \| Dorian Godon \| France \| Decathlon-AG2R La Mondiale \| + 0 s \| \| 3e \| Guillaume Martin \| France \| Cofidis \| + 0 s \| \| 4e \| Stephen Williams \| Royaume-Uni \| Israel-Premier Tech \| + 0 s \| \| 5e \| Patrick Konrad \| Autriche \| Lidl-Trek \| + 0 s \| \| 6e \| Sergio Higuita \| Colombie \| Bora-Hansgrohe \| + 0 s \| \| 7e \| David González López \| Espagne \| Caja Rural-Seguros RGA \| + 0 s \| \| 8e \| Antonio Tiberi \| Italie \| Bahrain Victorious \| + 0 s \| \| 9e \| Aleksandr Vlasov \| Bannière neutre \| Bora-Hansgrohe \| + 0 s \| \| 10e \| Wout Poels \| Pays-Bas \| Bahrain Victorious \| + 0 s \| |                      |                 |                            |                 |
| |                      |                 |                            |                 |
| Source : ProCyclingStats |                      |                 |                            |                 |
| Classement de l'étape |                      |                 |                            |                 |
| Coureur | Coureur              | Pays            | Équipe                     | Temps           |
| 1er | Tadej Pogačar        | Slovénie        | UAE Team Emirates          | 3 h 15 min 23 s |
| 2e | Dorian Godon         | France          | Decathlon-AG2R La Mondiale | + 0 s           |
| 3e | Guillaume Martin     | France          | Cofidis                    | + 0 s           |
| 4e | Stephen Williams     | Royaume-Uni     | Israel-Premier Tech        | + 0 s           |
| 5e | Patrick Konrad       | Autriche        | Lidl-Trek                  | + 0 s           |
| 6e | Sergio Higuita       | Colombie        | Bora-Hansgrohe             | + 0 s           |
| 7e | David González López | Espagne         | Caja Rural-Seguros RGA     | + 0 s           |
| 8e | Antonio Tiberi       | Italie          | Bahrain Victorious         | + 0 s           |
| 9e | Aleksandr Vlasov     | Bannière neutre | Bora-Hansgrohe             | + 0 s           |
| 10e | Wout Poels           | Pays-Bas        | Bahrain Victorious         | + 0 s           |

## Classements finals

### Classement général final
| \| Classement général \| Classement général \| Classement général \| Classement général \| Classement général \| \| Coureur \| Coureur \| Pays \| Équipe \| Temps \| \| ------------------ \| ------------------ \| ------------------ \| --------------------- \| ------------------ \| \| 1er \| Tadej Pogačar \| Slovénie \| UAE Team Emirates \| 28 h 21 min 29 s \| \| 2e \| Mikel Landa \| Espagne \| Soudal Quick-Step \| + 3 min 41 s \| \| 3e \| Egan Bernal \| Colombie \| Ineos Grenadiers \| + 5 min 03 s \| \| 4e \| Aleksandr Vlasov \| Bannière neutre \| Bora-Hansgrohe \| + 5 min 56 s \| \| 5e \| Enric Mas \| Espagne \| Movistar Team \| + 6 min 01 s \| \| 6e \| Chris Harper \| Australie \| Team Jayco AlUla \| + 6 min 01 s \| \| 7e \| Lenny Martinez \| France \| Groupama-FDJ \| + 6 min 02 s \| \| 8e \| Antonio Tiberi \| Italie \| Bahrain Victorious \| + 6 min 33 s \| \| 9e \| João Almeida \| Portugal \| UAE Team Emirates \| + 6 min 33 s \| \| 10e \| Lorenzo Fortunato \| Italie \| Astana Qazaqstan Team \| + 7 min 27 s \| |                   |                 |                       |                  |
| |                   |                 |                       |                  |
| Source : ProCyclingStats |                   |                 |                       |                  |
| Classement général |                   |                 |                       |                  |
| Coureur | Coureur           | Pays            | Équipe                | Temps            |
| 1er | Tadej Pogačar     | Slovénie        | UAE Team Emirates     | 28 h 21 min 29 s |
| 2e | Mikel Landa       | Espagne         | Soudal Quick-Step     | + 3 min 41 s     |
| 3e | Egan Bernal       | Colombie        | Ineos Grenadiers      | + 5 min 03 s     |
| 4e | Aleksandr Vlasov  | Bannière neutre | Bora-Hansgrohe        | + 5 min 56 s     |
| 5e | Enric Mas         | Espagne         | Movistar Team         | + 6 min 01 s     |
| 6e | Chris Harper      | Australie       | Team Jayco AlUla      | + 6 min 01 s     |
| 7e | Lenny Martinez    | France          | Groupama-FDJ          | + 6 min 02 s     |
| 8e | Antonio Tiberi    | Italie          | Bahrain Victorious    | + 6 min 33 s     |
| 9e | João Almeida      | Portugal        | UAE Team Emirates     | + 6 min 33 s     |
| 10e | Lorenzo Fortunato | Italie          | Astana Qazaqstan Team | + 7 min 27 s     |

### Classements annexes
| Classement de la montagne | Classement de la montagne | Classement de la montagne | Classement de la montagne  | Classement de la montagne |
| Coureur                   | Coureur                   | Pays                      | Équipe                     | Points                    |
| ------------------------- | ------------------------- | ------------------------- | -------------------------- | ------------------------- |
| 1er                       | Tadej Pogačar             | Slovénie                  | UAE Team Emirates          | 103 pts                   |
| 2e                        | Mikel Landa               | Espagne                   | Soudal Quick-Step          | 70 pts                    |
| 3e                        | Harold Tejada             | Colombie                  | Astana Qazaqstan Team      | 37 pts                    |
| 4e                        | Marc Soler                | Espagne                   | UAE Team Emirates          | 35 pts                    |
| 5e                        | Egan Bernal               | Colombie                  | Ineos Grenadiers           | 29 pts                    |
| 6e                        | Aleksandr Vlasov          | Bannière neutre           | Bora-Hansgrohe             | 27 pts                    |
| 7e                        | João Almeida              | Portugal                  | UAE Team Emirates          | 24 pts                    |
| 8e                        | Attila Valter             | Hongrie                   | Team Visma \| Lease a Bike | 21 pts                    |
| 9e                        | Steven Kruijswijk         | Pays-Bas                  | Team Visma \| Lease a Bike | 20 pts                    |
| 10e                       | Antonio Tiberi            | Italie                    | Bahrain Victorious         | 19 pts                    |

| Classement de la montagne | Classement de la montagne | Classement de la montagne | Classement de la montagne  | Classement de la montagne |
| Coureur                   | Coureur                   | Pays                      | Équipe                     | Points                    |
| ------------------------- | ------------------------- | ------------------------- | -------------------------- | ------------------------- |
| 1er                       | Tadej Pogačar             | Slovénie                  | UAE Team Emirates          | 103 pts                   |
| 2e                        | Mikel Landa               | Espagne                   | Soudal Quick-Step          | 70 pts                    |
| 3e                        | Harold Tejada             | Colombie                  | Astana Qazaqstan Team      | 37 pts                    |
| 4e                        | Marc Soler                | Espagne                   | UAE Team Emirates          | 35 pts                    |
| 5e                        | Egan Bernal               | Colombie                  | Ineos Grenadiers           | 29 pts                    |
| 6e                        | Aleksandr Vlasov          | Bannière neutre           | Bora-Hansgrohe             | 27 pts                    |
| 7e                        | João Almeida              | Portugal                  | UAE Team Emirates          | 24 pts                    |
| 8e                        | Attila Valter             | Hongrie                   | Team Visma \| Lease a Bike | 21 pts                    |
| 9e                        | Steven Kruijswijk         | Pays-Bas                  | Team Visma \| Lease a Bike | 20 pts                    |
| 10e                       | Antonio Tiberi            | Italie                    | Bahrain Victorious         | 19 pts                    |

| Classement par points | Classement par points | Classement par points | Classement par points | Classement par points |
| Coureur               | Coureur               | Pays                  | Équipe                | Points                |
| --------------------- | --------------------- | --------------------- | --------------------- | --------------------- |
| 1er                   | Tadej Pogačar         | Slovénie              | UAE Team Emirates     | 51 pts                |
| 2e                    | Mikel Landa           | Espagne               | Soudal Quick-Step     | 18 pts                |
| 3e                    | Nick Schultz          | Australie             | Israel-Premier Tech   | 10 pts                |
| 4e                    | Axel Laurance         | France                | Alpecin-Deceuninck    | 10 pts                |
| 5e                    | Egan Bernal           | Colombie              | Ineos Grenadiers      | 10 pts                |
| 6e                    | Idar Andersen         | Norvège               | Uno-X Mobility        | 9 pts                 |
| 7e                    | Jimmy Janssens        | Belgique              | Alpecin-Deceuninck    | 8 pts                 |
| 8e                    | Aleksandr Vlasov      | Bannière neutre       | Bora-Hansgrohe        | 7 pts                 |
| 9e                    | Antonio Tiberi        | Italie                | Bahrain Victorious    | 7 pts                 |
| 10e                   | Hugh Carthy           | Royaume-Uni           | EF Education-EasyPost | 6 pts                 |

| Classement par points | Classement par points | Classement par points | Classement par points | Classement par points |
| Coureur               | Coureur               | Pays                  | Équipe                | Points                |
| --------------------- | --------------------- | --------------------- | --------------------- | --------------------- |
| 1er                   | Tadej Pogačar         | Slovénie              | UAE Team Emirates     | 51 pts                |
| 2e                    | Mikel Landa           | Espagne               | Soudal Quick-Step     | 18 pts                |
| 3e                    | Nick Schultz          | Australie             | Israel-Premier Tech   | 10 pts                |
| 4e                    | Axel Laurance         | France                | Alpecin-Deceuninck    | 10 pts                |
| 5e                    | Egan Bernal           | Colombie              | Ineos Grenadiers      | 10 pts                |
| 6e                    | Idar Andersen         | Norvège               | Uno-X Mobility        | 9 pts                 |
| 7e                    | Jimmy Janssens        | Belgique              | Alpecin-Deceuninck    | 8 pts                 |
| 8e                    | Aleksandr Vlasov      | Bannière neutre       | Bora-Hansgrohe        | 7 pts                 |
| 9e                    | Antonio Tiberi        | Italie                | Bahrain Victorious    | 7 pts                 |
| 10e                   | Hugh Carthy           | Royaume-Uni           | EF Education-EasyPost | 6 pts                 |

| Classement du meilleur jeune | Classement du meilleur jeune | Classement du meilleur jeune | Classement du meilleur jeune | Classement du meilleur jeune |
| Coureur                      | Coureur                      | Pays                         | Équipe                       | Temps                        |
| ---------------------------- | ---------------------------- | ---------------------------- | ---------------------------- | ---------------------------- |
| 1er                          | Lenny Martinez               | France                       | Groupama-FDJ                 | 28 h 27 min 31 s             |
| 2e                           | Antonio Tiberi               | Italie                       | Bahrain Victorious           | + 31 s                       |
| 3e                           | Johannes Kulset              | Norvège                      | Uno-X Mobility               | + 9 min 13 s                 |
| 4e                           | Valentin Paret-Peintre       | France                       | Decathlon-AG2R La Mondiale   | + 15 min 08 s                |
| 5e                           | Pablo Castrillo              | Espagne                      | Equipo Kern Pharma           | + 15 min 43 s                |
| 6e                           | Darren Rafferty              | Irlande                      | EF Education-EasyPost        | + 17 min 38 s                |
| 7e                           | Junior Lecerf                | Belgique                     | Soudal Quick-Step            | + 18 min 31 s                |
| 8e                           | Georg Steinhauser            | Allemagne                    | EF Education-EasyPost        | + 37 min 37 s                |
| 9e                           | Edoardo Zambanini            | Italie                       | Bahrain Victorious           | + 43 min 11 s                |
| 10e                          | Jorge Gutiérrez              | Espagne                      | Equipo Kern Pharma           | + 49 min 17 s                |

| Classement du meilleur jeune | Classement du meilleur jeune | Classement du meilleur jeune | Classement du meilleur jeune | Classement du meilleur jeune |
| Coureur                      | Coureur                      | Pays                         | Équipe                       | Temps                        |
| ---------------------------- | ---------------------------- | ---------------------------- | ---------------------------- | ---------------------------- |
| 1er                          | Lenny Martinez               | France                       | Groupama-FDJ                 | 28 h 27 min 31 s             |
| 2e                           | Antonio Tiberi               | Italie                       | Bahrain Victorious           | + 31 s                       |
| 3e                           | Johannes Kulset              | Norvège                      | Uno-X Mobility               | + 9 min 13 s                 |
| 4e                           | Valentin Paret-Peintre       | France                       | Decathlon-AG2R La Mondiale   | + 15 min 08 s                |
| 5e                           | Pablo Castrillo              | Espagne                      | Equipo Kern Pharma           | + 15 min 43 s                |
| 6e                           | Darren Rafferty              | Irlande                      | EF Education-EasyPost        | + 17 min 38 s                |
| 7e                           | Junior Lecerf                | Belgique                     | Soudal Quick-Step            | + 18 min 31 s                |
| 8e                           | Georg Steinhauser            | Allemagne                    | EF Education-EasyPost        | + 37 min 37 s                |
| 9e                           | Edoardo Zambanini            | Italie                       | Bahrain Victorious           | + 43 min 11 s                |
| 10e                          | Jorge Gutiérrez              | Espagne                      | Equipo Kern Pharma           | + 49 min 17 s                |

| Classement par équipes | Classement par équipes     | Classement par équipes | Classement par équipes |
| Équipe                 | Équipe                     | Pays                   | Temps                  |
| ---------------------- | -------------------------- | ---------------------- | ---------------------- |
| 1re                    | Bahrain Victorious         | Bahreïn                | 85 h 32 min 47 s       |
| 2e                     | Movistar Team              | Espagne                | + 2 min 08 s           |
| 3e                     | Ineos Grenadiers           | Royaume-Uni            | + 2 min 09 s           |
| 4e                     | Soudal Quick-Step          | Belgique               | + 7 min 25 s           |
| 5e                     | UAE Team Emirates          | Émirats arabes unis    | + 16 min 36 s          |
| 6e                     | EF Education-EasyPost      | États-Unis             | + 16 min 42 s          |
| 7e                     | Team Visma \| Lease a Bike | Pays-Bas               | + 17 min 08 s          |
| 8e                     | Decathlon-AG2R La Mondiale | France                 | + 20 min 25 s          |
| 9e                     | Bora-Hansgrohe             | Allemagne              | + 28 min 19 s          |
| 10e                    | Israel-Premier Tech        | Israël                 | + 36 min 56 s          |

| Classement par équipes | Classement par équipes     | Classement par équipes | Classement par équipes |
| Équipe                 | Équipe                     | Pays                   | Temps                  |
| ---------------------- | -------------------------- | ---------------------- | ---------------------- |
| 1re                    | Bahrain Victorious         | Bahreïn                | 85 h 32 min 47 s       |
| 2e                     | Movistar Team              | Espagne                | + 2 min 08 s           |
| 3e                     | Ineos Grenadiers           | Royaume-Uni            | + 2 min 09 s           |
| 4e                     | Soudal Quick-Step          | Belgique               | + 7 min 25 s           |
| 5e                     | UAE Team Emirates          | Émirats arabes unis    | + 16 min 36 s          |
| 6e                     | EF Education-EasyPost      | États-Unis             | + 16 min 42 s          |
| 7e                     | Team Visma \| Lease a Bike | Pays-Bas               | + 17 min 08 s          |
| 8e                     | Decathlon-AG2R La Mondiale | France                 | + 20 min 25 s          |
| 9e                     | Bora-Hansgrohe             | Allemagne              | + 28 min 19 s          |
| 10e                    | Israel-Premier Tech        | Israël                 | + 36 min 56 s          |

## Évolution des classements
| Étape              | Vainqueur           | Classement général | Classement de la montagne | Classement des sprints | Classement du meilleur jeune | Classement par équipes |
| ------------------ | ------------------- | ------------------ | ------------------------- | ---------------------- | ---------------------------- | ---------------------- |
| 1                  | Nick Schultz        | Nick Schultz       | Kenny Elissonde           | Nick Schultz           | Axel Laurance                | Israel-Premier Tech    |
| 2                  | Tadej Pogačar       | Tadej Pogačar      | Tadej Pogačar             | Tadej Pogačar          | Lenny Martinez               | UAE Team Emirates      |
| 3                  | Tadej Pogačar       | Tadej Pogačar      | Tadej Pogačar             | Tadej Pogačar          | Lenny Martinez               | Movistar               |
| 4                  | Marijn van den Berg | Tadej Pogačar      | Tadej Pogačar             | Tadej Pogačar          | Lenny Martinez               | Movistar               |
| 5                  | Axel Laurance       | Tadej Pogačar      | Tadej Pogačar             | Tadej Pogačar          | Lenny Martinez               | Movistar               |
| 6                  | Tadej Pogačar       | Tadej Pogačar      | Tadej Pogačar             | Tadej Pogačar          | Lenny Martinez               | Bahrain Victorious     |
| 7                  | Tadej Pogačar       | Tadej Pogačar      | Tadej Pogačar             | Tadej Pogačar          | Lenny Martinez               | Bahrain Victorious     |
| Classements finals | Classements finals  | Tadej Pogačar      | Tadej Pogačar             | Tadej Pogačar          | Lenny Martinez               | Bahrain Victorious     |

## Liste des participants
| UAE Team Emirates UAD | UAE Team Emirates UAD       | UAE Team Emirates UAD |
| --------------------- | --------------------------- | --------------------- |
| Num                   | Coureur                     | Pos                   |
| 1                     | Tadej Pogačar (SLO) (route) | 1er                   |
| 2                     | João Almeida (POR)          | 9e                    |
| 3                     | Pavel Sivakov (FRA)         | 85e                   |
| 4                     | Felix Großschartner (AUT)   | 130e                  |
| 5                     | Jay Vine (AUS)              | NP-2                  |
| 6                     | Domen Novak (SLO)           | AB-7                  |
| 7                     | Marc Soler (ESP)            | 46e                   |

| Team Visma \| Lease a Bike TVL | Team Visma \| Lease a Bike TVL | Team Visma \| Lease a Bike TVL |
| ------------------------------ | ------------------------------ | ------------------------------ |
| Num                            | Coureur                        | Pos                            |
| 11                             | Sepp Kuss (USA)                | 13e                            |
| 12                             | Cian Uijtdebroeks (BEL)        | AB-7                           |
| 13                             | Attila Valter (HUN) (route)    | 36e                            |
| 14                             | Bart Lemmen (NED)              | AB-1                           |
| 15                             | Loe van Belle (NED)            | NP-3                           |
| 16                             | Robert Gesink (NED)            | 65e                            |
| 17                             | Steven Kruijswijk (NED)        | 35e                            |

| Soudal Quick-Step SOQ | Soudal Quick-Step SOQ   | Soudal Quick-Step SOQ |
| --------------------- | ----------------------- | --------------------- |
| Num                   | Coureur                 | Pos                   |
| 21                    | Mikel Landa (ESP)       | 2e                    |
| 22                    | Ilan Van Wilder (BEL)   | AB-6                  |
| 23                    | Junior Lecerf (BEL)     | 32e                   |
| 24                    | James Knox (GBR)        | 59e                   |
| 25                    | Antoine Huby (FRA)      | 113e                  |
| 26                    | Jan Hirt (CZE)          | 20e                   |
| 27                    | Mauri Vansevenant (BEL) | 54e                   |

| Ineos Grenadiers IGD | Ineos Grenadiers IGD               | Ineos Grenadiers IGD |
| -------------------- | ---------------------------------- | -------------------- |
| Num                  | Coureur                            | Pos                  |
| 31                   | Geraint Thomas (GBR)               | 27e                  |
| 32                   | Ethan Hayter (GBR)                 | 119e                 |
| 33                   | Egan Bernal (COL)                  | 3e                   |
| 34                   | Laurens De Plus (BEL)              | 16e                  |
| 35                   | Brandon Rivera (COL)               | 47e                  |
| 36                   | Óscar Rodríguez Garaicoechea (ESP) | 61e                  |
| 37                   | Salvatore Puccio (ITA)             | 129e                 |

| Lidl-Trek LTK | Lidl-Trek LTK                 | Lidl-Trek LTK |
| ------------- | ----------------------------- | ------------- |
| Num           | Coureur                       | Pos           |
| 41            | Patrick Konrad (AUT)          | 40e           |
| 42            | Bauke Mollema (NED)           | 75e           |
| 43            | Amanuel Ghebreigzabhier (ERI) | 68e           |
| 44            | Carlos Verona (ESP)           | 17e           |
| 45            | Juan Pedro López (ESP)        | 37e           |
| 46            | Sam Oomen (NED)               | 41e           |
| 47            | Jacopo Mosca (ITA)            | 110e          |

| Bahrain Victorious TBV | Bahrain Victorious TBV  | Bahrain Victorious TBV |
| ---------------------- | ----------------------- | ---------------------- |
| Num                    | Coureur                 | Pos                    |
| 51                     | Damiano Caruso (ITA)    | 19e                    |
| 52                     | Wout Poels (NED)        | 11e                    |
| 53                     | Jack Haig (AUS)         | 48e                    |
| 54                     | Torstein Træen (NOR)    | 82e                    |
| 55                     | Antonio Tiberi (ITA)    | 8e                     |
| 56                     | Edoardo Zambanini (ITA) | 58e                    |
| 57                     | Nicolò Buratti (ITA)    | 126e                   |

| Groupama-FDJ GFC | Groupama-FDJ GFC       | Groupama-FDJ GFC |
| ---------------- | ---------------------- | ---------------- |
| Num              | Coureur                | Pos              |
| 61               | Lenny Martinez (FRA)   | 7e               |
| 62               | Rémy Rochas (FRA)      | 77e              |
| 63               | Reuben Thompson (NZL)  | 97e              |
| 64               | Enzo Paleni (FRA)      | AB-7             |
| 65               | Cyril Barthe (FRA)     | 123e             |
| 66               | Eddy Le Huitouze (FRA) | AB-6             |
| 67               | Clément Davy (FRA)     | 122e             |

| Alpecin-Deceuninck ADC | Alpecin-Deceuninck ADC  | Alpecin-Deceuninck ADC |
| ---------------------- | ----------------------- | ---------------------- |
| Num                    | Coureur                 | Pos                    |
| 71                     | Henri Uhlig (GER)       | 114e                   |
| 72                     | Axel Laurance (FRA)     | 79e                    |
| 73                     | Lars Boven (NED)        | AB-2                   |
| 74                     | Edward Planckaert (BEL) | AB-7                   |
| 75                     | Tobias Bayer (AUT)      | 111e                   |
| 76                     | Jimmy Janssens (BEL)    | 107e                   |
| 77                     | Samuel Gaze (NZL)       | AB-3                   |

| Bora-Hansgrohe BOH | Bora-Hansgrohe BOH     | Bora-Hansgrohe BOH |
| ------------------ | ---------------------- | ------------------ |
| Num                | Coureur                | Pos                |
| 81                 | Aleksandr Vlasov (RUS) | 4e                 |
| 82                 | Sergio Higuita (COL)   | 33e                |
| 83                 | Ben Zwiehoff (GER)     | 90e                |
| 84                 | Florian Lipowitz (GER) | 45e                |
| 85                 | Frederik Wandahl (DEN) | 91e                |
| 86                 | Anton Palzer (GER)     | 53e                |
| 87                 | Cesare Benedetti (POL) | NP-5               |

| EF Education-EasyPost EFE | EF Education-EasyPost EFE | EF Education-EasyPost EFE |
| ------------------------- | ------------------------- | ------------------------- |
| Num                       | Coureur                   | Pos                       |
| 91                        | Marijn van den Berg (NED) | NP-6                      |
| 92                        | Hugh Carthy (GBR)         | 84e                       |
| 93                        | Esteban Chaves (COL)      | 22e                       |
| 94                        | Georg Steinhauser (GER)   | 51e                       |
| 95                        | Darren Rafferty (IRL)     | 31e                       |
| 96                        | Sean Quinn (USA)          | 24e                       |
| 97                        | Andrey Amador (CRC)       | NP-6                      |

| Movistar Team MOV | Movistar Team MOV         | Movistar Team MOV |
| ----------------- | ------------------------- | ----------------- |
| Num               | Coureur                   | Pos               |
| 101               | Enric Mas (ESP)           | 5e                |
| 102               | Einer Rubio (COL)         | 14e               |
| 103               | Iván García Cortina (ESP) | AB-7              |
| 104               | Iván Sosa (COL)           | 56e               |
| 105               | Javier Romo (ESP)         | AB-6              |
| 106               | Jorge Arcas (ESP)         | 102e              |
| 107               | Nairo Quintana (COL)      | AB-7              |

| Team Jayco AlUla JAY | Team Jayco AlUla JAY          | Team Jayco AlUla JAY |
| -------------------- | ----------------------------- | -------------------- |
| Num                  | Coureur                       | Pos                  |
| 111                  | Simon Yates (GBR)             | 57e                  |
| 112                  | Felix Engelhardt (GER)        | AB-6                 |
| 113                  | Chris Harper (AUS)            | 6e                   |
| 114                  | Jesús David Peña (COL)        | 101e                 |
| 115                  | Lawson Craddock (USA)         | AB-5                 |
| 116                  | Jan Maas (NED)                | AB-7                 |
| 117                  | Christopher Juul Jensen (DEN) | 87e                  |

| Intermarché-Wanty IWA | Intermarché-Wanty IWA   | Intermarché-Wanty IWA |
| --------------------- | ----------------------- | --------------------- |
| Num                   | Coureur                 | Pos                   |
| 121                   | Arne Marit (BEL)        | 135e                  |
| 122                   | Francesco Busatto (ITA) | 94e                   |
| 123                   | Louis Meintjes (RSA)    | 44e                   |
| 124                   | Lilian Calmejane (FRA)  | 81e                   |
| 125                   | Simone Petilli (ITA)    | AB-7                  |
| 126                   | Rein Taaramäe (EST)     | AB-7                  |
| 127                   | Kevin Colleoni (ITA)    | AB-6                  |

| Cofidis COF | Cofidis COF            | Cofidis COF |
| ----------- | ---------------------- | ----------- |
| Num         | Coureur                | Pos         |
| 131         | Guillaume Martin (FRA) | 26e         |
| 132         | Bryan Coquard (FRA)    | AB-7        |
| 133         | Jesús Herrada (ESP)    | 104e        |
| 134         | Ben Hermans (BEL)      | AB-7        |
| 135         | Kenny Elissonde (FRA)  | AB-7        |
| 136         | Jonathan Lastra (ESP)  | 86e         |
| 137         | Harrison Wood (GBR)    | 127e        |

| Team dsm-firmenich PostNL DFP | Team dsm-firmenich PostNL DFP | Team dsm-firmenich PostNL DFP |
| ----------------------------- | ----------------------------- | ----------------------------- |
| Num                           | Coureur                       | Pos                           |
| 141                           | Pavel Bittner (CZE)           | NP-3                          |
| 142                           | Emīls Liepiņš (LAT) (route)   | 133e                          |
| 143                           | Frank van den Broek (NED)     | AB-7                          |
| 144                           | Romain Combaud (FRA)          | 92e                           |
| 145                           | Patrick Bevin (NZL)           | AB-1                          |
| 146                           | Tim Naberman (NED)            | 134e                          |
| 147                           | Martijn Tusveld (NED)         | NP-6                          |

| Decathlon-AG2R La Mondiale DAT | Decathlon-AG2R La Mondiale DAT | Decathlon-AG2R La Mondiale DAT |
| ------------------------------ | ------------------------------ | ------------------------------ |
| Num                            | Coureur                        | Pos                            |
| 151                            | Dorian Godon (FRA)             | 78e                            |
| 152                            | Clément Berthet (FRA)          | 18e                            |
| 153                            | Nicolas Prodhomme (FRA)        | 28e                            |
| 154                            | Valentin Paret-Peintre (FRA)   | 29e                            |
| 155                            | Alex Baudin (FRA)              | 93e                            |
| 156                            | Lawrence Warbasse (USA)        | 55e                            |
| 157                            | Jaakko Hänninen (FIN)          | 100e                           |

| Arkéa-B&B Hotels ARK | Arkéa-B&B Hotels ARK     | Arkéa-B&B Hotels ARK |
| -------------------- | ------------------------ | -------------------- |
| Num                  | Coureur                  | Pos                  |
| 161                  | Cristian Rodríguez (ESP) | 12e                  |
| 162                  | Louis Barré (FRA)        | 109e                 |
| 163                  | Raúl García Pierna (ESP) | NP-4                 |
| 164                  | Laurens Huys (BEL)       | AB-1                 |
| 165                  | Michel Ries (LUX)        | 60e                  |
| 166                  | Alessandro Verre (ITA)   | 108e                 |
| 167                  | Kévin Ledanois (FRA)     | AB-6                 |

| Astana Qazaqstan Team AST | Astana Qazaqstan Team AST     | Astana Qazaqstan Team AST |
| ------------------------- | ----------------------------- | ------------------------- |
| Num                       | Coureur                       | Pos                       |
| 171                       | Lorenzo Fortunato (ITA)       | 10e                       |
| 172                       | Harold Tejada (COL)           | 70e                       |
| 173                       | Henok Mulubrhan (ERI) (route) | 72e                       |
| 174                       | Ide Schelling (NED)           | AB-6                      |
| 175                       | Vadim Pronskiy (KAZ)          | 95e                       |
| 176                       | Harold Martín López (ECU)     | 105e                      |
| 177                       | Santiago Umba (COL)           | 103e                      |

| Lotto Dstny LTD | Lotto Dstny LTD             | Lotto Dstny LTD |
| --------------- | --------------------------- | --------------- |
| Num             | Coureur                     | Pos             |
| 181             | Maxim Van Gils (BEL)        | AB-3            |
| 182             | Andreas Kron (DEN)          | 67e             |
| 183             | Eduardo Sepúlveda (ARG)     | 63e             |
| 184             | Johannes Adamietz (GER)     | 96e             |
| 185             | Jonas Gregaard Wilsly (DEN) | 112e            |
| 186             | Jarrad Drizners (AUS)       | 131e            |
| 187             | Thomas De Gendt (BEL)       | 115e            |

| Israel-Premier Tech IPT | Israel-Premier Tech IPT  | Israel-Premier Tech IPT |
| ----------------------- | ------------------------ | ----------------------- |
| Num                     | Coureur                  | Pos                     |
| 191                     | Michael Woods (CAN)      | 62e                     |
| 192                     | Stephen Williams (GBR)   | 52e                     |
| 193                     | Dylan Teuns (BEL)        | NP-5                    |
| 194                     | Nick Schultz (AUS)       | 43e                     |
| 195                     | George Bennett (NZL)     | 15e                     |
| 196                     | Marco Frigo (ITA)        | 106e                    |
| 197                     | Matthew Riccitello (USA) | AB-6                    |

| Uno-X Mobility UXM | Uno-X Mobility UXM           | Uno-X Mobility UXM |
| ------------------ | ---------------------------- | ------------------ |
| Num                | Coureur                      | Pos                |
| 201                | Tobias Johannessen (NOR)     | 89e                |
| 202                | Andreas Leknessund (NOR)     | 25e                |
| 203                | Johannes Kulset (NOR)        | 21e                |
| 204                | Ådne Holter (NOR)            | 118e               |
| 205                | Anders Johannessen (NOR)     | 128e               |
| 206                | Martin Bugge Urianstad (NOR) | 80e                |
| 207                | Idar Andersen (NOR)          | 121e               |

| Caja Rural-Seguros RGA CJR | Caja Rural-Seguros RGA CJR    | Caja Rural-Seguros RGA CJR |
| -------------------------- | ----------------------------- | -------------------------- |
| Num                        | Coureur                       | Pos                        |
| 211                        | Orluis Aular (VEN) (route)    | 73e                        |
| 212                        | Sebastian Berwick (AUS)       | 74e                        |
| 213                        | David González López (ESP)    | 76e                        |
| 214                        | Fernando Barceló (ESP)        | 71e                        |
| 215                        | Jokin Murguialday (ESP)       | 120e                       |
| 216                        | Samuel Fernández García (ESP) | 116e                       |
| 217                        | Joel Nicolau (ESP)            | 49e                        |

| Equipo Kern Pharma EKP | Equipo Kern Pharma EKP | Equipo Kern Pharma EKP |
| ---------------------- | ---------------------- | ---------------------- |
| Num                    | Coureur                | Pos                    |
| 221                    | Pablo Castrillo (ESP)  | 30e                    |
| 222                    | Urko Berrade (ESP)     | 99e                    |
| 223                    | José Félix Parra (ESP) | 50e                    |
| 224                    | Jon Agirre (ESP)       | 38e                    |
| 225                    | Jorge Gutiérrez (ESP)  | 66e                    |
| 226                    | Álex Jaime (ESP)       | 136e                   |
| 227                    | Pau Miquel (ESP)       | 83e                    |

| Burgos-BH BBH | Burgos-BH BBH                       | Burgos-BH BBH |
| ------------- | ----------------------------------- | ------------- |
| Num           | Coureur                             | Pos           |
| 231           | Jambaljamts Sainbayar (MGL) (route) | 132e          |
| 232           | Eric Fagúndez (URU)                 | 23e           |
| 233           | José Manuel Díaz (ESP)              | NP-4          |
| 234           | Mario Aparicio (ESP)                | 117e          |
| 235           | Ander Okamika (ESP)                 | 98e           |
| 236           | Victor Langellotti (MON)            | 39e           |
| 237           | Sinuhé Fernández (ESP)              | 88e           |

| Euskaltel-Euskadi EUS | Euskaltel-Euskadi EUS    | Euskaltel-Euskadi EUS |
| --------------------- | ------------------------ | --------------------- |
| Num                   | Coureur                  | Pos                   |
| 241                   | Joan Bou (ESP)           | 42e                   |
| 242                   | Mikel Bizkarra (ESP)     | AB-5                  |
| 243                   | Luis Ángel Maté (ESP)    | 34e                   |
| 244                   | Mikel Iturria (ESP)      | 69e                   |
| 245                   | Víctor de la Parte (ESP) | 64e                   |
| 246                   | Xabier Isasa (ESP)       | 125e                  |
| 247                   | Asier Etxeberria (ESP)   | 124e                  |

| UAE Team Emirates UAD | UAE Team Emirates UAD       | UAE Team Emirates UAD |
| --------------------- | --------------------------- | --------------------- |
| Num                   | Coureur                     | Pos                   |
| 1                     | Tadej Pogačar (SLO) (route) | 1er                   |
| 2                     | João Almeida (POR)          | 9e                    |
| 3                     | Pavel Sivakov (FRA)         | 85e                   |
| 4                     | Felix Großschartner (AUT)   | 130e                  |
| 5                     | Jay Vine (AUS)              | NP-2                  |
| 6                     | Domen Novak (SLO)           | AB-7                  |
| 7                     | Marc Soler (ESP)            | 46e                   |

| Team Visma \| Lease a Bike TVL | Team Visma \| Lease a Bike TVL | Team Visma \| Lease a Bike TVL |
| ------------------------------ | ------------------------------ | ------------------------------ |
| Num                            | Coureur                        | Pos                            |
| 11                             | Sepp Kuss (USA)                | 13e                            |
| 12                             | Cian Uijtdebroeks (BEL)        | AB-7                           |
| 13                             | Attila Valter (HUN) (route)    | 36e                            |
| 14                             | Bart Lemmen (NED)              | AB-1                           |
| 15                             | Loe van Belle (NED)            | NP-3                           |
| 16                             | Robert Gesink (NED)            | 65e                            |
| 17                             | Steven Kruijswijk (NED)        | 35e                            |

| Soudal Quick-Step SOQ | Soudal Quick-Step SOQ   | Soudal Quick-Step SOQ |
| --------------------- | ----------------------- | --------------------- |
| Num                   | Coureur                 | Pos                   |
| 21                    | Mikel Landa (ESP)       | 2e                    |
| 22                    | Ilan Van Wilder (BEL)   | AB-6                  |
| 23                    | Junior Lecerf (BEL)     | 32e                   |
| 24                    | James Knox (GBR)        | 59e                   |
| 25                    | Antoine Huby (FRA)      | 113e                  |
| 26                    | Jan Hirt (CZE)          | 20e                   |
| 27                    | Mauri Vansevenant (BEL) | 54e                   |

| Ineos Grenadiers IGD | Ineos Grenadiers IGD               | Ineos Grenadiers IGD |
| -------------------- | ---------------------------------- | -------------------- |
| Num                  | Coureur                            | Pos                  |
| 31                   | Geraint Thomas (GBR)               | 27e                  |
| 32                   | Ethan Hayter (GBR)                 | 119e                 |
| 33                   | Egan Bernal (COL)                  | 3e                   |
| 34                   | Laurens De Plus (BEL)              | 16e                  |
| 35                   | Brandon Rivera (COL)               | 47e                  |
| 36                   | Óscar Rodríguez Garaicoechea (ESP) | 61e                  |
| 37                   | Salvatore Puccio (ITA)             | 129e                 |

| Lidl-Trek LTK | Lidl-Trek LTK                 | Lidl-Trek LTK |
| ------------- | ----------------------------- | ------------- |
| Num           | Coureur                       | Pos           |
| 41            | Patrick Konrad (AUT)          | 40e           |
| 42            | Bauke Mollema (NED)           | 75e           |
| 43            | Amanuel Ghebreigzabhier (ERI) | 68e           |
| 44            | Carlos Verona (ESP)           | 17e           |
| 45            | Juan Pedro López (ESP)        | 37e           |
| 46            | Sam Oomen (NED)               | 41e           |
| 47            | Jacopo Mosca (ITA)            | 110e          |

| Bahrain Victorious TBV | Bahrain Victorious TBV  | Bahrain Victorious TBV |
| ---------------------- | ----------------------- | ---------------------- |
| Num                    | Coureur                 | Pos                    |
| 51                     | Damiano Caruso (ITA)    | 19e                    |
| 52                     | Wout Poels (NED)        | 11e                    |
| 53                     | Jack Haig (AUS)         | 48e                    |
| 54                     | Torstein Træen (NOR)    | 82e                    |
| 55                     | Antonio Tiberi (ITA)    | 8e                     |
| 56                     | Edoardo Zambanini (ITA) | 58e                    |
| 57                     | Nicolò Buratti (ITA)    | 126e                   |

| Groupama-FDJ GFC | Groupama-FDJ GFC       | Groupama-FDJ GFC |
| ---------------- | ---------------------- | ---------------- |
| Num              | Coureur                | Pos              |
| 61               | Lenny Martinez (FRA)   | 7e               |
| 62               | Rémy Rochas (FRA)      | 77e              |
| 63               | Reuben Thompson (NZL)  | 97e              |
| 64               | Enzo Paleni (FRA)      | AB-7             |
| 65               | Cyril Barthe (FRA)     | 123e             |
| 66               | Eddy Le Huitouze (FRA) | AB-6             |
| 67               | Clément Davy (FRA)     | 122e             |

| Alpecin-Deceuninck ADC | Alpecin-Deceuninck ADC  | Alpecin-Deceuninck ADC |
| ---------------------- | ----------------------- | ---------------------- |
| Num                    | Coureur                 | Pos                    |
| 71                     | Henri Uhlig (GER)       | 114e                   |
| 72                     | Axel Laurance (FRA)     | 79e                    |
| 73                     | Lars Boven (NED)        | AB-2                   |
| 74                     | Edward Planckaert (BEL) | AB-7                   |
| 75                     | Tobias Bayer (AUT)      | 111e                   |
| 76                     | Jimmy Janssens (BEL)    | 107e                   |
| 77                     | Samuel Gaze (NZL)       | AB-3                   |

| Bora-Hansgrohe BOH | Bora-Hansgrohe BOH     | Bora-Hansgrohe BOH |
| ------------------ | ---------------------- | ------------------ |
| Num                | Coureur                | Pos                |
| 81                 | Aleksandr Vlasov (RUS) | 4e                 |
| 82                 | Sergio Higuita (COL)   | 33e                |
| 83                 | Ben Zwiehoff (GER)     | 90e                |
| 84                 | Florian Lipowitz (GER) | 45e                |
| 85                 | Frederik Wandahl (DEN) | 91e                |
| 86                 | Anton Palzer (GER)     | 53e                |
| 87                 | Cesare Benedetti (POL) | NP-5               |

| EF Education-EasyPost EFE | EF Education-EasyPost EFE | EF Education-EasyPost EFE |
| ------------------------- | ------------------------- | ------------------------- |
| Num                       | Coureur                   | Pos                       |
| 91                        | Marijn van den Berg (NED) | NP-6                      |
| 92                        | Hugh Carthy (GBR)         | 84e                       |
| 93                        | Esteban Chaves (COL)      | 22e                       |
| 94                        | Georg Steinhauser (GER)   | 51e                       |
| 95                        | Darren Rafferty (IRL)     | 31e                       |
| 96                        | Sean Quinn (USA)          | 24e                       |
| 97                        | Andrey Amador (CRC)       | NP-6                      |

| Movistar Team MOV | Movistar Team MOV         | Movistar Team MOV |
| ----------------- | ------------------------- | ----------------- |
| Num               | Coureur                   | Pos               |
| 101               | Enric Mas (ESP)           | 5e                |
| 102               | Einer Rubio (COL)         | 14e               |
| 103               | Iván García Cortina (ESP) | AB-7              |
| 104               | Iván Sosa (COL)           | 56e               |
| 105               | Javier Romo (ESP)         | AB-6              |
| 106               | Jorge Arcas (ESP)         | 102e              |
| 107               | Nairo Quintana (COL)      | AB-7              |

| Team Jayco AlUla JAY | Team Jayco AlUla JAY          | Team Jayco AlUla JAY |
| -------------------- | ----------------------------- | -------------------- |
| Num                  | Coureur                       | Pos                  |
| 111                  | Simon Yates (GBR)             | 57e                  |
| 112                  | Felix Engelhardt (GER)        | AB-6                 |
| 113                  | Chris Harper (AUS)            | 6e                   |
| 114                  | Jesús David Peña (COL)        | 101e                 |
| 115                  | Lawson Craddock (USA)         | AB-5                 |
| 116                  | Jan Maas (NED)                | AB-7                 |
| 117                  | Christopher Juul Jensen (DEN) | 87e                  |

| Intermarché-Wanty IWA | Intermarché-Wanty IWA   | Intermarché-Wanty IWA |
| --------------------- | ----------------------- | --------------------- |
| Num                   | Coureur                 | Pos                   |
| 121                   | Arne Marit (BEL)        | 135e                  |
| 122                   | Francesco Busatto (ITA) | 94e                   |
| 123                   | Louis Meintjes (RSA)    | 44e                   |
| 124                   | Lilian Calmejane (FRA)  | 81e                   |
| 125                   | Simone Petilli (ITA)    | AB-7                  |
| 126                   | Rein Taaramäe (EST)     | AB-7                  |
| 127                   | Kevin Colleoni (ITA)    | AB-6                  |

| Cofidis COF | Cofidis COF            | Cofidis COF |
| ----------- | ---------------------- | ----------- |
| Num         | Coureur                | Pos         |
| 131         | Guillaume Martin (FRA) | 26e         |
| 132         | Bryan Coquard (FRA)    | AB-7        |
| 133         | Jesús Herrada (ESP)    | 104e        |
| 134         | Ben Hermans (BEL)      | AB-7        |
| 135         | Kenny Elissonde (FRA)  | AB-7        |
| 136         | Jonathan Lastra (ESP)  | 86e         |
| 137         | Harrison Wood (GBR)    | 127e        |

| Team dsm-firmenich PostNL DFP | Team dsm-firmenich PostNL DFP | Team dsm-firmenich PostNL DFP |
| ----------------------------- | ----------------------------- | ----------------------------- |
| Num                           | Coureur                       | Pos                           |
| 141                           | Pavel Bittner (CZE)           | NP-3                          |
| 142                           | Emīls Liepiņš (LAT) (route)   | 133e                          |
| 143                           | Frank van den Broek (NED)     | AB-7                          |
| 144                           | Romain Combaud (FRA)          | 92e                           |
| 145                           | Patrick Bevin (NZL)           | AB-1                          |
| 146                           | Tim Naberman (NED)            | 134e                          |
| 147                           | Martijn Tusveld (NED)         | NP-6                          |

| Decathlon-AG2R La Mondiale DAT | Decathlon-AG2R La Mondiale DAT | Decathlon-AG2R La Mondiale DAT |
| ------------------------------ | ------------------------------ | ------------------------------ |
| Num                            | Coureur                        | Pos                            |
| 151                            | Dorian Godon (FRA)             | 78e                            |
| 152                            | Clément Berthet (FRA)          | 18e                            |
| 153                            | Nicolas Prodhomme (FRA)        | 28e                            |
| 154                            | Valentin Paret-Peintre (FRA)   | 29e                            |
| 155                            | Alex Baudin (FRA)              | 93e                            |
| 156                            | Lawrence Warbasse (USA)        | 55e                            |
| 157                            | Jaakko Hänninen (FIN)          | 100e                           |

| Arkéa-B&B Hotels ARK | Arkéa-B&B Hotels ARK     | Arkéa-B&B Hotels ARK |
| -------------------- | ------------------------ | -------------------- |
| Num                  | Coureur                  | Pos                  |
| 161                  | Cristian Rodríguez (ESP) | 12e                  |
| 162                  | Louis Barré (FRA)        | 109e                 |
| 163                  | Raúl García Pierna (ESP) | NP-4                 |
| 164                  | Laurens Huys (BEL)       | AB-1                 |
| 165                  | Michel Ries (LUX)        | 60e                  |
| 166                  | Alessandro Verre (ITA)   | 108e                 |
| 167                  | Kévin Ledanois (FRA)     | AB-6                 |

| Astana Qazaqstan Team AST | Astana Qazaqstan Team AST     | Astana Qazaqstan Team AST |
| ------------------------- | ----------------------------- | ------------------------- |
| Num                       | Coureur                       | Pos                       |
| 171                       | Lorenzo Fortunato (ITA)       | 10e                       |
| 172                       | Harold Tejada (COL)           | 70e                       |
| 173                       | Henok Mulubrhan (ERI) (route) | 72e                       |
| 174                       | Ide Schelling (NED)           | AB-6                      |
| 175                       | Vadim Pronskiy (KAZ)          | 95e                       |
| 176                       | Harold Martín López (ECU)     | 105e                      |
| 177                       | Santiago Umba (COL)           | 103e                      |

| Lotto Dstny LTD | Lotto Dstny LTD             | Lotto Dstny LTD |
| --------------- | --------------------------- | --------------- |
| Num             | Coureur                     | Pos             |
| 181             | Maxim Van Gils (BEL)        | AB-3            |
| 182             | Andreas Kron (DEN)          | 67e             |
| 183             | Eduardo Sepúlveda (ARG)     | 63e             |
| 184             | Johannes Adamietz (GER)     | 96e             |
| 185             | Jonas Gregaard Wilsly (DEN) | 112e            |
| 186             | Jarrad Drizners (AUS)       | 131e            |
| 187             | Thomas De Gendt (BEL)       | 115e            |

| Israel-Premier Tech IPT | Israel-Premier Tech IPT  | Israel-Premier Tech IPT |
| ----------------------- | ------------------------ | ----------------------- |
| Num                     | Coureur                  | Pos                     |
| 191                     | Michael Woods (CAN)      | 62e                     |
| 192                     | Stephen Williams (GBR)   | 52e                     |
| 193                     | Dylan Teuns (BEL)        | NP-5                    |
| 194                     | Nick Schultz (AUS)       | 43e                     |
| 195                     | George Bennett (NZL)     | 15e                     |
| 196                     | Marco Frigo (ITA)        | 106e                    |
| 197                     | Matthew Riccitello (USA) | AB-6                    |

| Uno-X Mobility UXM | Uno-X Mobility UXM           | Uno-X Mobility UXM |
| ------------------ | ---------------------------- | ------------------ |
| Num                | Coureur                      | Pos                |
| 201                | Tobias Johannessen (NOR)     | 89e                |
| 202                | Andreas Leknessund (NOR)     | 25e                |
| 203                | Johannes Kulset (NOR)        | 21e                |
| 204                | Ådne Holter (NOR)            | 118e               |
| 205                | Anders Johannessen (NOR)     | 128e               |
| 206                | Martin Bugge Urianstad (NOR) | 80e                |
| 207                | Idar Andersen (NOR)          | 121e               |

| Caja Rural-Seguros RGA CJR | Caja Rural-Seguros RGA CJR    | Caja Rural-Seguros RGA CJR |
| -------------------------- | ----------------------------- | -------------------------- |
| Num                        | Coureur                       | Pos                        |
| 211                        | Orluis Aular (VEN) (route)    | 73e                        |
| 212                        | Sebastian Berwick (AUS)       | 74e                        |
| 213                        | David González López (ESP)    | 76e                        |
| 214                        | Fernando Barceló (ESP)        | 71e                        |
| 215                        | Jokin Murguialday (ESP)       | 120e                       |
| 216                        | Samuel Fernández García (ESP) | 116e                       |
| 217                        | Joel Nicolau (ESP)            | 49e                        |

| Equipo Kern Pharma EKP | Equipo Kern Pharma EKP | Equipo Kern Pharma EKP |
| ---------------------- | ---------------------- | ---------------------- |
| Num                    | Coureur                | Pos                    |
| 221                    | Pablo Castrillo (ESP)  | 30e                    |
| 222                    | Urko Berrade (ESP)     | 99e                    |
| 223                    | José Félix Parra (ESP) | 50e                    |
| 224                    | Jon Agirre (ESP)       | 38e                    |
| 225                    | Jorge Gutiérrez (ESP)  | 66e                    |
| 226                    | Álex Jaime (ESP)       | 136e                   |
| 227                    | Pau Miquel (ESP)       | 83e                    |

| Burgos-BH BBH | Burgos-BH BBH                       | Burgos-BH BBH |
| ------------- | ----------------------------------- | ------------- |
| Num           | Coureur                             | Pos           |
| 231           | Jambaljamts Sainbayar (MGL) (route) | 132e          |
| 232           | Eric Fagúndez (URU)                 | 23e           |
| 233           | José Manuel Díaz (ESP)              | NP-4          |
| 234           | Mario Aparicio (ESP)                | 117e          |
| 235           | Ander Okamika (ESP)                 | 98e           |
| 236           | Victor Langellotti (MON)            | 39e           |
| 237           | Sinuhé Fernández (ESP)              | 88e           |

| Euskaltel-Euskadi EUS | Euskaltel-Euskadi EUS    | Euskaltel-Euskadi EUS |
| --------------------- | ------------------------ | --------------------- |
| Num                   | Coureur                  | Pos                   |
| 241                   | Joan Bou (ESP)           | 42e                   |
| 242                   | Mikel Bizkarra (ESP)     | AB-5                  |
| 243                   | Luis Ángel Maté (ESP)    | 34e                   |
| 244                   | Mikel Iturria (ESP)      | 69e                   |
| 245                   | Víctor de la Parte (ESP) | 64e                   |
| 246                   | Xabier Isasa (ESP)       | 125e                  |
| 247                   | Asier Etxeberria (ESP)   | 124e                  |